# صحيفة الخليج
صحيفة الخليج هي صحيفة يومية تصدر عن دار الخليج للصحافة والطباعة والنشر بمدينة الشارقة بدولة الإمارات العربية المتحدة والتي أنشئت في عام 1970 على يد الشقيقين تريم عمران تريم والدكتور عبد الله عمران تريم، بهدف الدفاع عن القضايا الوطنية وقضية الوحدة العربية انطلاقاً من فكرة القومية العربية، ومناصرة الحق في كل مكان. ومنذ نشأتها سعت دار الخليج لملاحقة أحدث التطورات التقنية، إلى جانب توفير الكوادر المهنية والفنية الماهرة، وتضم المؤسسة حالياً آلات طباعة لتلبية احتياجات الإصدارات المختلفة للدار. وتقيم علاقات صحفية على مستوى دولي من خلال اتفاقات مع عدد كبير من الصحف العالمية والكثير من وكالات الأنباء مثل أسوشيتد برس وفرانس برس ويونيتد برس وجاما برس، ووكالات عربية مختلفة.
ويعمل في دار الخليج المئات من الصحفيين والفنيين المدربين، ولها شبكة من المكاتب الخارجية ومراسلين حول العالم، كما أن لها مكاتب داخل الدول العربية ودول مجلس التعاون الخليجي إضافةً إلى مكاتبها داخل دولة الإمارات العربية المتحدة. وتتفاعل مع اهتمامات القراء في قضايا وشؤون الساعة تحت شعار «الحقيقة دون خوف والواقع دون زيف».

## النشأة والتطور
صدر العدد الأول من صحيفة الخليج لأول مرة بتاريخ 19 أكتوبر 1970. واستمرت في الصدور حتى فبراير عام 1972 عندما توقفت بسبب انشغال تريم عمران تريم بالعمل السياسي الذي مهد لقيام دولة الإمارات العربية المتحدة، حيث عيّن سفيرا للدولة في القاهرة ومندوبا دائما لها لدى جامعة الدول العربية، ثم رئيساً للمجلس الوطني الاتحادي.
وفي 12 يناير 1980، عاودت صحيفة الخليج الصدور، واستمرت حتى الآن. وعندما صدرت الخليج لأول مرة كان عدد صفحاتها 8 صفحات، وحتى نهاية عام 1984 كان عدد الصفحات 16، وبدءا من 1985 أصبح عدد الصفحات يتراوح بين 20 إلى 24 صفحة، وظل عدد الصفحات في تزايد إلى أن تخطى المائة صفحة بالملاحق المختلفة.
جاءت انطلاقة صحيفة الخليج عقب عودة تريم عمران تريم من القاهرة عام 1968 مع شقيقه الدكتور عبد الله عمران تريم إذ كانا ضمن الوفد الرسمي لإمارة الشارقة في المفاوضات التي سبقت قيام الاتحاد، حيث فكّرا في العمل الصحفي، وقد كان، وحول ذلك قال تريم: «كان الوضع السياسي حينذاك مقلقاً جداً، وينذر بمخاطر جمة، وصعوبات ستواجهها الإمارات، إذا استمر وضعها السياسي المتصف بالتجزئة والتفتت، الإنجليز قرروا الانسحاب، والمنطقة مجزأة، وليس هناك كيان سياسي واحد يستطيع التعامل مع احتمالات المستقبل، بينما شاه إيران لديه مطامع أعلن عنها، فكانت الدعوة إلى إقامة كيان قادر على مواجهة التحديات، والعمل على تحقيق وحدة المنطقة، كانت الأخطار كبيرة، والعمل المنظم شبه معدوم في منطقة تزداد أهميتها الاستراتيجية، بعد تدفق النفط في أراضيها».
ومن هذه الرؤية، وذاك الرأي جاء التفكير في إصدار أول صحيفة سياسية لكشف المشهد الذي كان وقتذاك غامضاً على مواطني المنطقة، الذين لم يكن يشملهم جميعاً التعليم، وجاءت القفزة بإصدار مجلة سياسية شهرية هي الشروق، ومن ثم بدأ تفكير تريم عمران، وشقيقه عبد الله عمران، ويوسف الحسن  في إصدار الخليج كأول صحيفة سياسية، واصطدموا بالعقبة الأولى ألا وهي عدم استطاعتهم تحمل أية خسائر مادية، أو كلفة إصدار مطبوعة صحافية، في ضوء رواتبهم، التي لم تتعدَ 1500 درهم للواحد منهم، إلا ان التصميم، والإرادة، والهدف السامي، دفعهم لتكملة تحقيق هذه الخطوة الكبيرة.
وحتى تخرج الفكرة إلى حيز التنفيذ، وفي ضوء عدم وجود مطابع مؤهلة في الشارقة والإمارات المتصالحة، قرر الثلاثة التوجه إلى الكويت، واختاروا فجحان هلال المطيري وهو ناشر يماثلهم قومية الفكر العروبي، كان يصدر مع زوجته غنيمة فهد المرزوق مجلة أسرية باسم مجلة أسرتي، وكانا يمتلكان مطبعة حديثة، ووافق المطيري على طباعة مجلة الشروق، وصحيفة الخليج لاحقاً، وكان تريم عمران، ويوسف الحسن يحملان في الأسبوع الأخير شهرياً، المادة الصحافية التي تكتب في الشارقة، إلى الكويت ويعودان بها مجلة مطبوعة وهكذا.

## الملاحق
يصدر عن صحيفة الخليج عدة ملاحق يومية وأسبوعية هي:
- الخليج الاقتصادي.
- الخليج الرياضي.
- الصحة والطب.
- الخليج الثقافي.
- شباب الخليج.
- الأسبوع السياسي.
- الدين للحياة.
- استراحة الجمعة.

وبالإضافة إلى ذلك تنشر الخليج ملاحق خاصة في المناسبات الوطنية، ومناسبات أخرى تتصل بأنشطة ثقافية واقتصادية واجتماعية. كما يصدر عن صحيفة الخليج ملحق شهري هو النشرة العربية من (لوموند ديبلوماتيك).
وإلى جانب الصفحة الأولى والأخيرة فان صفحات الخليج تتوزع ما بين أخبار الدار (الأخبار المحلية)، ومنبر القراء، ورأى ودراسات، وقضايا، وقضايا وأحداث، وأخبار وتقارير (عربية ودولية)، وصفحات متخصصة عن مجلس التعاون، والوطن العربي، وثقافة، ومجلة، وفنون، ومحطات.

## وصلات خارجية
- موقع صحيفة الخليج على الاتنرنت
- موقع صحيفة Gulf Today على الإنترنت